# God Smack
Pistes de Dirt
Dirt Iron Gland
God Smack est la neuvième chanson de l'album Dirt, sorti en 1992, du groupe de rock américain Alice in Chains. La chanson est écrite par le chanteur Layne Staley, et composée par le guitariste Jerry Cantrell et comme l'ensemble de l'album, il traite la dépendance à la drogue. Il s'agit sans doute de la chanson ayant convaincu les fans et les critiques de la dépendance à l'héroïne de Staley, car il aborde clairement la question dans les textes, et cette chanson est la source d'inspiration pour le nom du groupe Godsmack.

## Origine et enregistrement
God Smack est écrit par le chanteur Layne Staley et fait partie du concept sur la dépendance, concept principal de l'album qui commence avec Junkhead et se termine avec Angry Chair montre l'une des étapes de la dépendance, celle dans laquelle l'héroïne devient une religion qui consomme tous les toxicomanes.

## Musique et paroles
God Smack est l'une des chansons les plus courtes de l'album avec une durée de moins de quatre minutes. La chanson est écrite en trois sections : verset, pré-refrain, et chorus. Dans le chorus, un effet acid rock est effectué avec une pédale wah-wah sur la guitare.